# Foss (Katze)

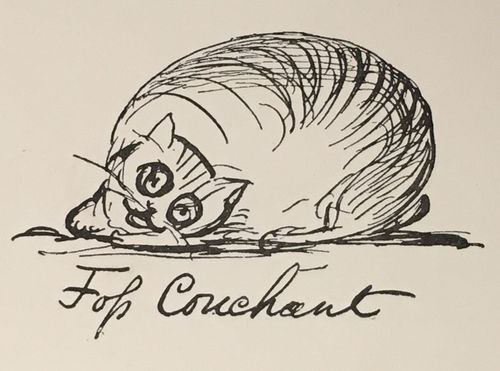
Foss Couchant von Lear

Foss (ca. 1873–November 1887), ehemals Aderphos, war die Hauskatze des britischen Malers und Schriftstellers Edward Lear. Obwohl der Autor sie als „Stummelschwänzchen“, „korpulent“ und „unattraktiv“ bezeichnete, war der Tabby-Kater sein liebstes Haustier und spielte eine wichtige Rolle als Gefährte des Dichters, insbesondere in seinen späteren Jahren. Foss wurde vielfach in seiner Korrespondenz erwähnt und war auch Teil seiner Illustrationen. Außerdem widmete ihm der Dichter mindestens ein Gedicht. Er soll auch Inspiration für sein Werk The Owl and the Pussycat gewesen sein. Sein Begräbnis, inklusive eines gravierten Grabsteins, soll Lear wesentlich spektakulärer ausgerichtet haben, als er es sich für sich wünschte.

## Hintergrund

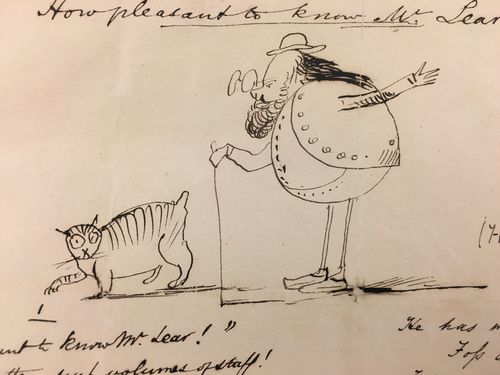
Foss und Lear in einem Brief an Erzdiakon William Bevan (1879)

Foss wurde 1873 von Lear als Kätzchen aufgenommen, später behauptete er allerdings, dass er älter sei. Sein vollständiger Name lautete Aderphos (von griechisch „adelphos“, Bruder), aber sein Rufname war die Verkürzung „Foss“, später auch „Old Foss“. Lear beschrieb den Kater selbst als unattraktiv. Um ihn vom Streunen abzuhalten, war sein Schwanz gestutzt worden. Es gibt keine Fotografien der Katze. Beim einzigen Versuch, die Katze zu fotografieren, sprang sie kurz vorher aus Lears Armen.
Lear mochte Foss sehr und er schien sein Lieblingshaustier zu sein. Er erwähnte ihn häufig in seiner Korrespondenz und Foss war unter den Lesern seiner Briefe wohlbekannt. Außerdem soll er oft über die Lears Manuskripte gerollt sein, damit diese schneller trockneten. Laut mehreren Quellen soll Lear bei seinem Umzug nach Sanremo dem Architekten den Auftrag gegeben haben, seine Villa nach dem gleichen Plan wie sein altes Haus zu errichten, damit sich die Katze nicht umgewöhnen müsse. Trotzdem kletterte die Katze am ersten Tag in ihrem neuen Zuhause in einen der Kamine.

## Einfluss

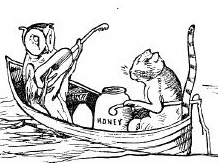
Illustration zu The Owl and the Pussycat

Foss soll das Modell für Lears Illustration zum Gedicht The Owl and the Pussycat gewesen sein. Lear hatte sich aber entschieden, den Schwanz stehen zu lassen. Foss wird außerdem im Gedicht How Pleasant to Know Mr Lear namentlich erwähnt.
Es gibt außerdem zahlreiche Zeichnungen von Lear, die Foss zeigen. Darunter sind einige, in denen beide dargestellt sind, sowie eine Serie von Zeichnungen, die Foss als Wappentier in verschiedenen Posen darstellt. Die New York Times bezeichnete Lears Zeichnungen von Foss als seine besten Karikaturen.

## Tod

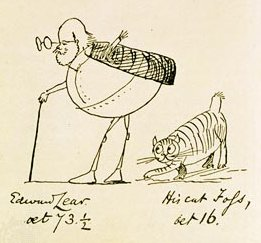
Edward Lear Aged 73 and a Half and His Cat Foss, Aged 16 (1885)

Als Lear in seinen späteren Jahren unter Depressionen und Einsamkeit litt, war Foss ein treuer Gefährte für ihn. Foss starb im November 1887 in Lears Villa Tennyson in Sanremo, nur zwei Monate vor Lears eigenem Tod. Foss’ Alter könnte 14, 16 oder 17 Jahre gewesen sein. Lear war überzeugt, dass sein Kater viel älter als bei der Adoption angegeben gewesen sein müsse, und ließ auf den Grabstein 31 Jahre schreiben. Tatsächlich gibt es einige Zeichnungen von Lear vor 1872, die einen ähnlichen Kater zeigen.
Foss erhielt seinen eigenen Grabstein – mit einem Epitaph von Lear – unter einem Feigenbaum im Garten der Villa Tennyson. Foss’ Begräbnis soll mit größerem Pomp und einer größeren Zeremonie stattgefunden haben als das Begräbnis seines Herrchens, das nur wenig besucht wurde.

## Popkulturelle Referenzen
Foss wird im Song Mr Lear des britischen Folksängers Al Stewart erwähnt. Der Song befindet sich auf dessen 2005er Album A Beach Full of Shells.